# Cellaria diffusa
Cellaria diffusa är en mossdjursart som beskrevs av Robertson 1905. Cellaria diffusa ingår i släktet Cellaria och familjen Cellariidae. Inga underarter finns listade i Catalogue of Life.